# ВМЭ1
ВМЭ1 (DVM4) — венгерский маневровый тепловоз с электрической передачей, тип 1. Локомотивы выпускались заводом Ganz-MAVAG. Всего было построено 324 тепловоза: 310 — для железных дорог СССР и 14 — для железных дорог КНДР.

## История
В 1950-х годах в Советском Союзе началась массовая замена паровозной тяги на электрическую и тепловозную. Производство отечественных маневровых тепловозов с электропередачей только началось, поэтому для постепенной замены маневровых паровозов решено было использовать маневровые тепловозы венгерского и чехословацкого производства. После опытной эксплуатации и доработок, в 1958 году венгерский завод МАВАГ (Ganz MÁVAG) начал поставлять в Советский Союз маневровые тепловозы DVM4 (доработанные DVM2) под индексом ВМЭ1.
Первые тепловозы ВМЭ1 поступили на Ленинградский железнодорожный узел для маневровой работы с пассажирскими составами, так как для грузовых составов такие локомотивы были слабы. В дальнейшем эти тепловозы работали на многих дорогах СССР. На Прибалтийской дороге тепловозы ВМЭ1, помимо маневровой работы, обслуживали небольшие пригородные поезда.
С 1958 по 1965 годы на железные дороги СССР поступило 310 таких тепловозов. 
Также 14 аналогичных тепловозов DVM4, рассчитанных на европейскую колею (1435 мм), были построены в 1964 году для железных дорог Северной Кореи, где получили номера со 151 по 164. Из них впоследствии как минимум четыре машины были переоборудованы в электровозы постоянного тока напряжения 3 кВ на заводе Ким Чон Те в Пхеньяне. Сходные локомотивы поставлялись и в Польшу, где они получили индексы SM40 (DVM2) и SM41 (модифицированные). 
В 1963 году на железные дороги СССР поступило три тепловоза, получивших обозначение ВМЭ2. Они отличались дизельными двигателями с газотурбинным наддувом модели 16 VFE 17/24 мощностью в 800 л. с. 
В 1968 году на тепловоз ВМЭ1-024 были установлены асинхронные тяговые электродвигатели и передача переменного тока. Тепловоз получил обозначение ВМЭ1А..
Основная часть тепловозов ВМЭ1 была исключена из инвентаря советских железных дорог в период 1975 — 1985 годов.

## Галерея
ВМЭ1-043 в железнодорожном музее, Санкт-Петербург

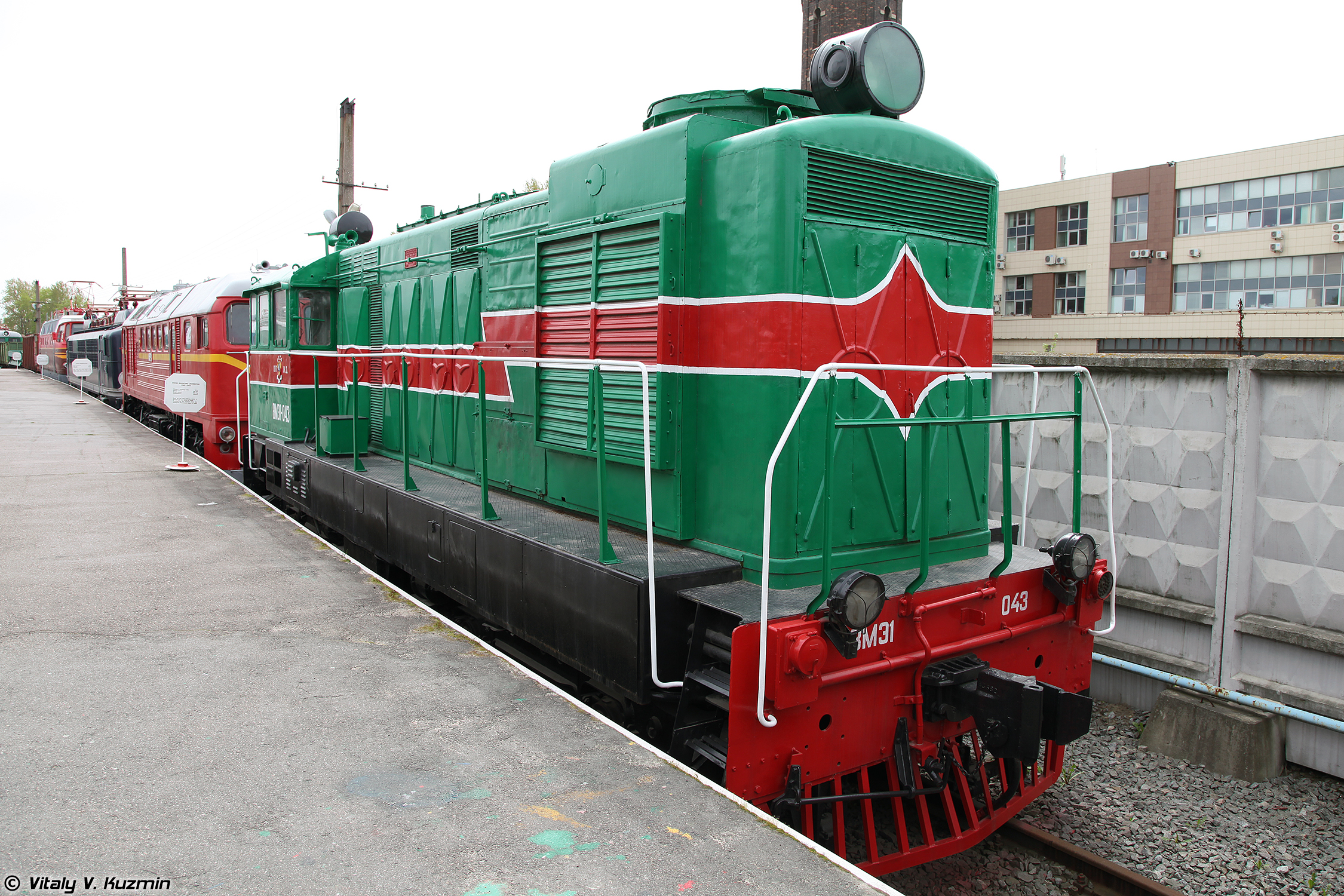
Вид под углом стороны капота
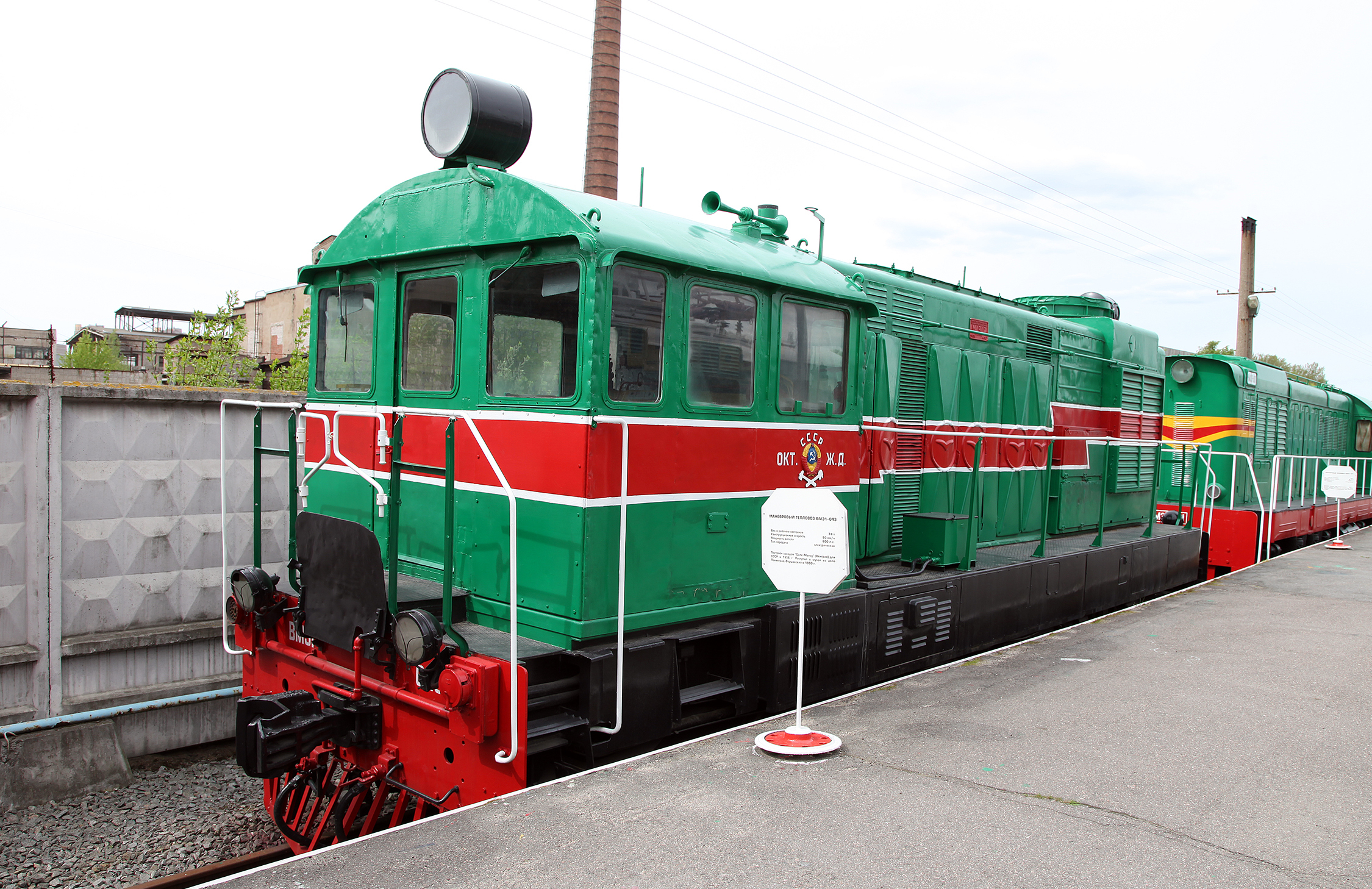
Вид под углом со стороны кабины
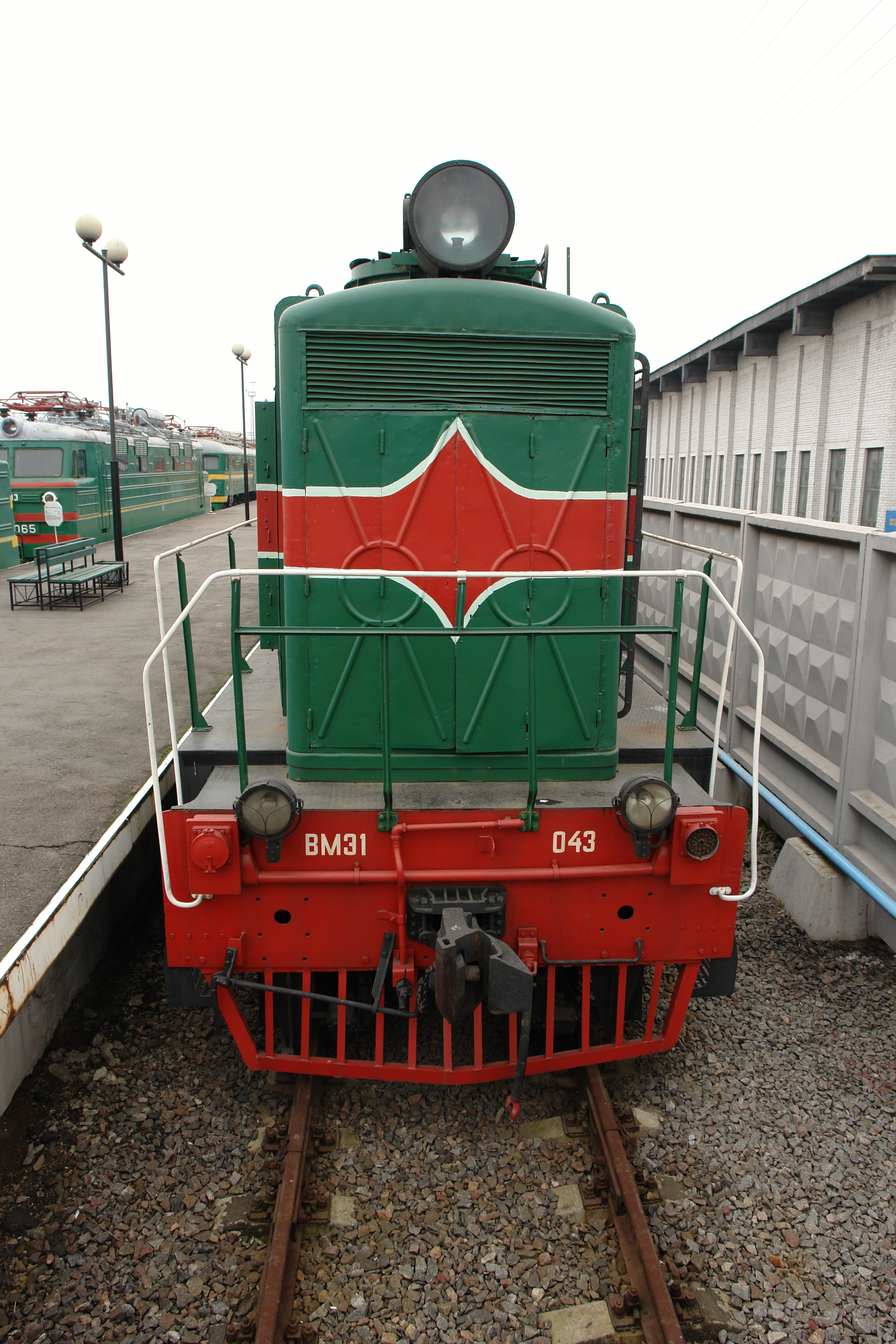
Вид спереди со стороны капота
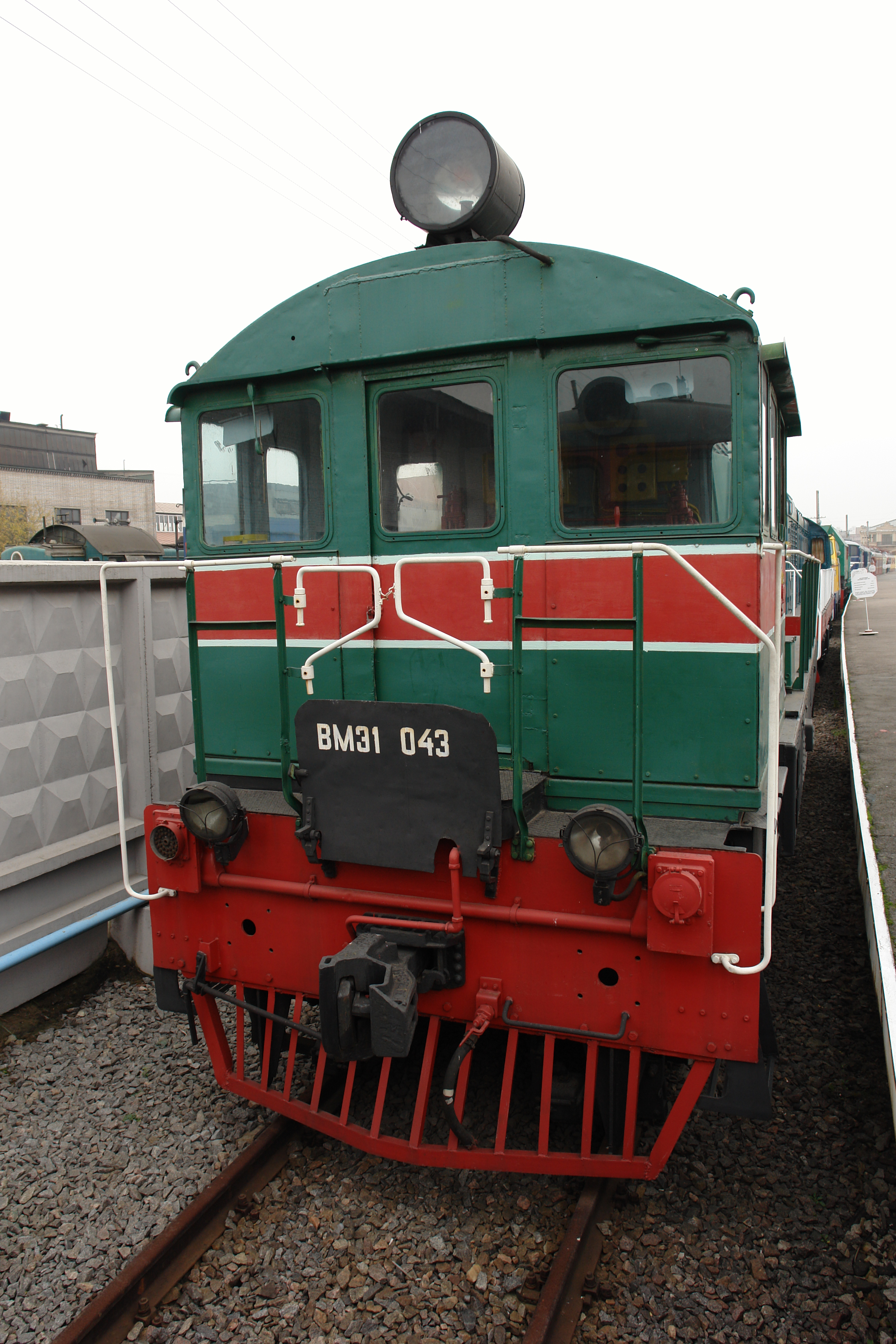
Вид спереди со стороны кабины